# Liga Narodów UEFA Kobiet (2025)/Grupa B1
W Grupie B1 Ligi Narodów Kobiet 2025 brały udział:
- Polska
- Irlandia Północna
- Bośnia i Hercegowina
- Rumunia

## Tabela
| Lp. | Drużyna              | M | Mecze | Mecze | Mecze | Bramki | Bramki | Bramki | Pkt |
| Lp. | Drużyna              | M | W     | R     | P     | +      | −      | +/−    | Pkt |
| --- | -------------------- | - | ----- | ----- | ----- | ------ | ------ | ------ | --- |
| 1.  | Polska (A)           | 6 | 5     | 1     | 0     | 16     | 2      | +14    | 16  |
| 2.  | Irlandia Północna    | 6 | 2     | 2     | 2     | 6      | 10     | −4     | 8   |
| 3.  | Bośnia i Hercegowina | 6 | 1     | 2     | 3     | 9      | 12     | −3     | 5   |
| 4.  | Rumunia (E)          | 6 | 1     | 1     | 4     | 3      | 10     | −7     | 4   |

## Wyniki
| 21 lutego 2025 13:00 CET | Bośnia i Hercegowina · Spânu 38' (sam.) · Milinković 48' · Gačanica 79' · Krajšumović 86' | 4:0(1:0)Raport | Rumunia | FF BH Football Training Centre, Zenica Widzów: 98 Sędzia: Catarina Campos |
|                          |                                                                                           |                |         |                                                                           |

| 21 lutego 2025 20:45 CET | Polska · Kamczyk 17' · Achcińska 20' | 2:0(2:0)Raport | Irlandia Północna | Polsat Plus Arena, Gdańsk Widzów: 2700 Sędzia: Emanuela Rusta |
|                          |                                      |                |                   |                                                               |

| 25 lutego 2025 17:00 CET | Rumunia | 0:1(0:0)Raport | Polska · 84' Padilla-Bidas | Stadionul Arcul de Triumf, Bukareszt Widzów: 490 Sędzia: Fabienne Michel |
|                          |         |                |                            |                                                                          |

| 25 lutego 2025 20:00 CET | Irlandia Północna · McPartlan 15' · Magill 89', 90+2' | 3:2(1:0)Raport | Bośnia i Hercegowina · 46' Ekić · 49' Milinković | Inver Park, Larne Widzów: 1303 Sędzia: Caroline Lanssens |
|                          |                                                       |                |                                                  |                                                          |

| 4 kwietnia 2025 18:00 CEST | Polska · Pajor 15', 47' · Achcińska 49' · Słowińska 77' · Wiankowska 89' (k) | 5:1(1:1)Raport | Bośnia i Hercegowina · 40' Krajšumović | Polsat Plus Arena, Gdańsk Widzów: 5027 Sędzia: Katalin Sipos |
|                            |                                                                              |                |                                        |                                                              |

| 4 kwietnia 2025 18:00 CEST | Rumunia · Ciolacu 38' | 1:1(1:1)Raport | Irlandia Północna · 33' Maxwell | Stadionul Arcul de Triumf, Bukareszt Widzów: 1485 Sędzia: Sandra Bastos |
|                            |                       |                |                                 |                                                                         |

| 8 kwietnia 2025 15:30 CEST | Bośnia i Hercegowina · Krajšumović 65' | 1:1(0:0)Raport | Polska · 90+1' Zawistowska | FF BH Football Training Centre, Zenica Widzów: 120 Sędzia: Deborah Bianchi |
|                            |                                        |                |                            |                                                                            |

| 8 kwietnia 2025 20:00 CEST | Irlandia Północna · Weir 8' | 1:0(1:0)Raport | Rumunia | Windsor Park, Belfast Widzów: 2380 Sędzia: Shona Shukrula |
|                            |                             |                |         |                                                           |

| 30 maja 2025 17:00 CEST | Rumunia · Olar-Spânu 45+3' · Carp 60' | 2:0(1:0)Raport | Bośnia i Hercegowina | Stadionul Central, Ovidiu Sędzia: Olivia Tschon |
|                         |                                       |                |                      |                                                 |

| 30 maja 2025 20:00 CEST | Irlandia Północna | 0:4(0:3)Raport | Polska · 5', 9' Pajor · 28' Tomasiak · 47' Achcińska | Seaview, Belfast Sędzia: Minka Vekkeli |
|                         |                   |                |                                                      |                                        |

| 3 czerwca 2025 19:00 CEST | Bośnia i Hercegowina · Krajšumović 29' | 1:1(1:1)Raport | Irlandia Północna · 23' Magill | FF BH Football Training Centre, Zenica Widzów: 300 Sędzia: Christijana Gutewa |
|                           |                                        |                |                                |                                                                               |

| 3 czerwca 2025 19:00 CEST | Polska · Kamczyk 45' · Tomasiak 82', 90' (k) | 3:0(1:0)Raport | Rumunia | Polsat Plus Arena, Gdańsk Widzów: 10 685 Sędzia: Aleksandra Česen |
|                           |                                              |                |         |                                                                   |

## Strzelczynie

### 4 gole
- Ewa Pajor
- Sofija Krajšumović

### 3 gole
- Adriana Achcińska
- Paulina Tomasiak
- Simone Magill

### 2 gole
- Marija Milinković
- Ewelina Kamczyk

### 1 gol
- Emina Ekić
- Minela Gačanica
- Danielle Maxwell
- Brenna McPartlan
- Kascie Weir
- Natalia Padilla-Bidas
- Klaudia Słowińska
- Martyna Wiankowska
- Weronika Zawistowska
- Mihaela Ciolacu
- Florentina Spânu
- Cristina Carp

### Gole samobójcze
- Florentina Spânu (dla Bośni i Hercegowiny)